# Moira Tessera
Moira Tessera is een tessera op de planeet Venus. Moira Tessera werd in 1985 genoemd naar Moira, schikgodin in de Griekse mythologie.
De tessera heeft een diameter van 361 kilometer en bevindt zich ten zuiden van inslagkrater Akhmatova in het quadrangle Lakshmi Planum (V-7).